# Motorola 88000
Motorola 88000 (förkortas "m88k") var en av mikroprocessor utvecklad och tillverkad av Motorola. Arbetet med processorn, ursprungligen kallad "78000" (en referens till deras välkända 68000-familj), påbörjades under sena 80-talet och representerade Motorolas försök att etablera en egen RISC-arkitektur. Designen undergick flera smärtsamma ändringar (inte bara omdöpning) under den långa utvecklingsfasen, innan den kunde lanseras i april 1988. Det var två år efter konkurrenternas motsvarigheter (dvs SPARC och MIPS), och 88000 blev aldrig särskilt populär.
Liksom 68000, förefaller 88000 vara en relativt "ren" design: konsekvent 32 bitar rakt igenom och genuin Harvard-arkitektur med skilda data- och adressbussar (och cache-minnen), samt en liten men kraftfull instruktionsuppsättning. Liksom övriga CPU:er från Motorola använde den heller ingen minnesegmentering.
Den första implementeringen av 88000-arkitekturen blev 88100, som även innehöll en inbyggd FPU. 88100 måste dock kopplas till en 88200 MMU- och cachestyrenhet. Att konstruera ett system med dessa krävde därför många IC-kretsar och ledningar dem emellan, något som ökade kostnaden och var en av anledningarna till 88000:ans begränsade framgång. Den senare 88110 kombinerade dock funktionerna hos de båda kretsarna. En variant av 88110 togs fram i samband med ett projekt hos MIT: 88110MP med inbyggd kommunikation för system med flera CPU:er.
Motorola producerade en serie moderkort, MVME-serien, för att kunder snabbt och enkelt skulle kunna skapa datorsystem kring 88000, därutöver fanns även en serie intressanta stapelbara datorer, Series 900. I motsats till mer traditionella torn- och hyllsystem, placerades dessa datorer på varandra och anslöts med bussliknande kablar; idén blev dock aldrig populär.
Under sena 80-talet visade NeXT och Apple Computer ett aktivt intresse att framöver använda 88000, ett intresse som dock försvann innan 88110 blev tillgänglig 1990. Den enda stora kund som återstod var Data General som använde 88000 arkitekturen för sin AViiON-serie, men de övergick 1995 till att uteslutande använda Intel-CPU:er. Under en tid användes 88000-kretsar även för MACH-kernel-projektet vid Carnegie Mellon-universitetet i det japanska 4-CPU OMRON luna88k-systemet. Ett antal mindre system byggdes även, men utan märkbar framgång.
Försök gjordes att popularisera systemet genom 88open Group, liknade ett SPARC-baserat projekt hos Sun Microsystems, det hjälpte dock inte. Under tidigt 90-tal blev Motorola medlem i AIM alliance, som arbetade med att skapa en ny RISC-design som skulle baseras på IBM POWER. Motorola lyckades få med vissa drag hos 88000-arkitekturen i projektet (då kallat PowerPC) och kunde på så vis ge sina kunder en viss möjlighet att uppgradera. 88000:an lades ner kort därefter.